# Steklarstvo na Kozjanskem
Steklarstvo na Kozjanskem ima zelo dolgo tradicijo. Rezvijalo se je predvsem tam, kjer je bilo dovolj lesa za obratovanje steklarn imenovanih glažute. Na Kozjanskem so izdelovali predvsem izdelke iz brezbarvnega in zelenega stekla, nekateri najdeni fragmeti pa dokazujejo, da so izdelovali tudi izdelke iz mlečnega in večbarvnega stekla.
Podobno kot na Pohorju so poleg steklenic izdelovali tudi servirno in jedilno posodo, svetipa, posodo za shranjevanje zdravil in živil, okensko steklo. Izdelki za vsakdanjo rabo so bili gladki, strogo funkcionalni in elegantnih, preprostih oblik. Dragocenejšo posodo so brusili, rezali, gravirali, emajlirali, poslikavali, tako predstavljajo ti predmeti umetniške in umetnoobrtne izdelke. 
Del te bogate kulturne dediščine je predstavljen na gradu Podsteda.

## Galerija
- Pogled v razstavni prostor
- Steklenica in kozarca